# 瑪瑟·羅多雷達
瑪瑟·羅多雷達（1908年10月10日—1983年4月13日）是一位西班牙加泰隆尼亞語小說家，被認為是最具影響力的當代加泰隆尼亞語作家。她的作品被翻譯成超過三十種語言，並在國際上產生了廣泛的影響。
她亦被譽為戰後時期最重要的加泰隆尼亞女性小說家。她的小說《鑽石廣場》（La plaça del diamant，1962年）是加泰隆尼亞語最受歡迎的小說之一，被翻譯成超過30種語言。許多評論家認為這是西班牙內戰後出版的最佳小說之一。羅多雷達的作品深受其他作家的影響，並且在她的作品中經常引用其他作家的作品。她的作品還涉及到戰爭、流亡和女性經歷等主題，使她成為一個具有高度社會意識的作家。

## 生平

### 童年（1908年-1921年）
瑪瑟·羅多雷達於1908年10月10日出生在巴塞隆納的巴爾梅斯街340號。她的父母分別來自塔拉薩和馬雷斯梅地區，兩人都是文學和戲劇的愛好者。由於家庭經濟問題，她在九歲時被迫輟學。她的外祖父佩雷·古爾吉非常崇拜加泰隆尼亞詩人哈辛特·貝爾達格爾，.並在家庭聚會中經常提及這位詩人，這對羅多雷達產生了深遠的影響。她的家庭環境充滿了文學氣息，這使她從小就接觸到許多加泰隆尼亞的經典和現代作家。她在家中閱讀了大量的作品，包括哈辛特·貝爾達格爾、拉蒙·柳利、瓊·馬拉加爾、約瑟普·卡納和約瑟普·瑪麗亞·德·薩加拉等人的作品。她在1913年首次在戲劇中表演，這是她藝術生涯的開始。她在家中經常參加家庭聚會和派對，這些活動進一步加深了她對文學和藝術的熱愛。她的外祖父在家中設立了一個紀念哈辛特·貝爾達格爾的紀念碑，這成為家庭的重要聚會場所。她對祖父有著深厚的感情，並將他視為自己的老師，從他那裡學到了豐富的知識和對加泰隆尼亞文化的熱愛。
在1921年，她叔叔胡安的入住，為全家的生活模式帶來了劇變，他強調嚴謹與傳統的生活秩序。由於先前胡安的來信，她在心中已將他理想化，最終，兩人在1928年10月10日這天，於她二十歲生日的喜慶之際，在博納諾瓦教堂締結連理。胡安比她年長十四歲，且由於他們之間存在血親關係，他們的婚事需要得到教皇的特許批准。

### 青少年時期（1921年-1938年）
婚後，這對新人前往巴黎度蜜月，之後他們在薩拉戈薩街的一棟房子安家。她的丈夫年輕時曾遠赴阿根廷，並帶著一筆小財富回歸。1929年7月23日，他們的獨子Jordi Gurguí i Rodoreda降臨人世。自此，羅多雷達開始進行文學創作，以擺脫經濟和社會依賴。她每天會在一個藍色鴿舍中寫作，這成為她未來小說《鑽石廣場》（又稱《鴿子時代》）的靈感來源之一。 在這段時間裡，她寫了詩歌、一部未完成的戲劇喜劇和一部小說。

#### 西班牙第二共和國
在1931年，她開始在達爾馬學院上課，並受到語言學家德爾菲·達爾馬的影響，後者鼓勵她公開她的寫作，他們倆也建立了友誼。1932年，她出版了首部小說《我是誠實的女人嗎？》。 1934年，她的第二部作品《無法逃避的事》出版，並獲得了獨立賭場獎。 她的第三部小說《一個人的一天》於同年秋天出版。 1936年，她的第四部小說《犯罪》出版，但後來她否認了這部作品，認為它是缺乏經驗的產物。

#### 西班牙內戰
在1937年到1939年間，羅多雷達在加泰隆尼亞政府的宣傳部擔任加泰隆尼亞語校對員。她在這段時間內結識了許多作家，包括奧羅拉·貝特拉納、瑪麗亞·特蕾莎·韋爾內特等。1937年，她的小說《阿羅瑪》獲得了喬安·克雷克斯獎，這是她第一次獲得重要的文學獎項。1938年，她的第五部小說《阿羅瑪》由加泰隆尼亞文學機構出版，這是她首部接受並重寫的作品。她在這段時間內開始進入文學界，並與其他作家建立了聯繫，包括阿曼德·奧比奧斯、弗朗西斯克·特拉巴爾和瓊·奧利弗等。

### 流亡（1938年-1972年）
1939年1月23日，羅多雷達逃往法國，並在巴黎和羅西昂布里之間度過了幾年。隨著納粹部隊的逼近，她被迫逃離巴黎，並在法國鄉間度過了三週。後來，她與伴侶阿曼德·奧比奧斯在波爾多重聚。她在流亡期間經歷了許多困難，包括失業和貧困，但她從未停止寫作。1954年，她和奧比奧斯搬到日內瓦，在那裡她完成了多部重要的作品，包括《鑽石廣場》和《破鏡》。她的作品逐漸被翻譯成多種語言，並獲得了多個文學獎項。她在日內瓦感到孤獨，但她利用這段時間創作了許多優秀的作品。

#### 日內瓦
1954年，羅多雷達和奧比奧斯搬到日內瓦。 Shortly after, Obiols had to move to Vienna for work reasons. That same year, Rodoreda made a trip to Barcelona to attend the wedding of her son, Jordi Gurguí i Rodoreda.在這期間，她創作了多部重要作品，包括《鑽石廣場》和《破鏡》。她的作品逐漸被翻譯成多種語言，並獲得了多個文學獎項。
她在日內瓦感到孤獨，但她利用這段時間創作了許多優秀的作品。她在流亡期間經歷了許多困難，包括失業和貧困，但她從未停止寫作。她在日內瓦的生活相對孤立，但她在這裡找到了內心的平靜，並專注於寫作。她在日內瓦的作品多次獲得國際認可，並被譽為加泰隆尼亞語文學的代表作家。她在日內瓦的生活也為她的作品提供了靈感，尤其是在描寫流亡和孤獨的主題時。她在這段時間內的作品反映了她對人性和社會的不懈探索，並表達了她對自由和正義的追求。

#### 羅馬尼亞·德拉塞爾瓦（1972年-1983年）

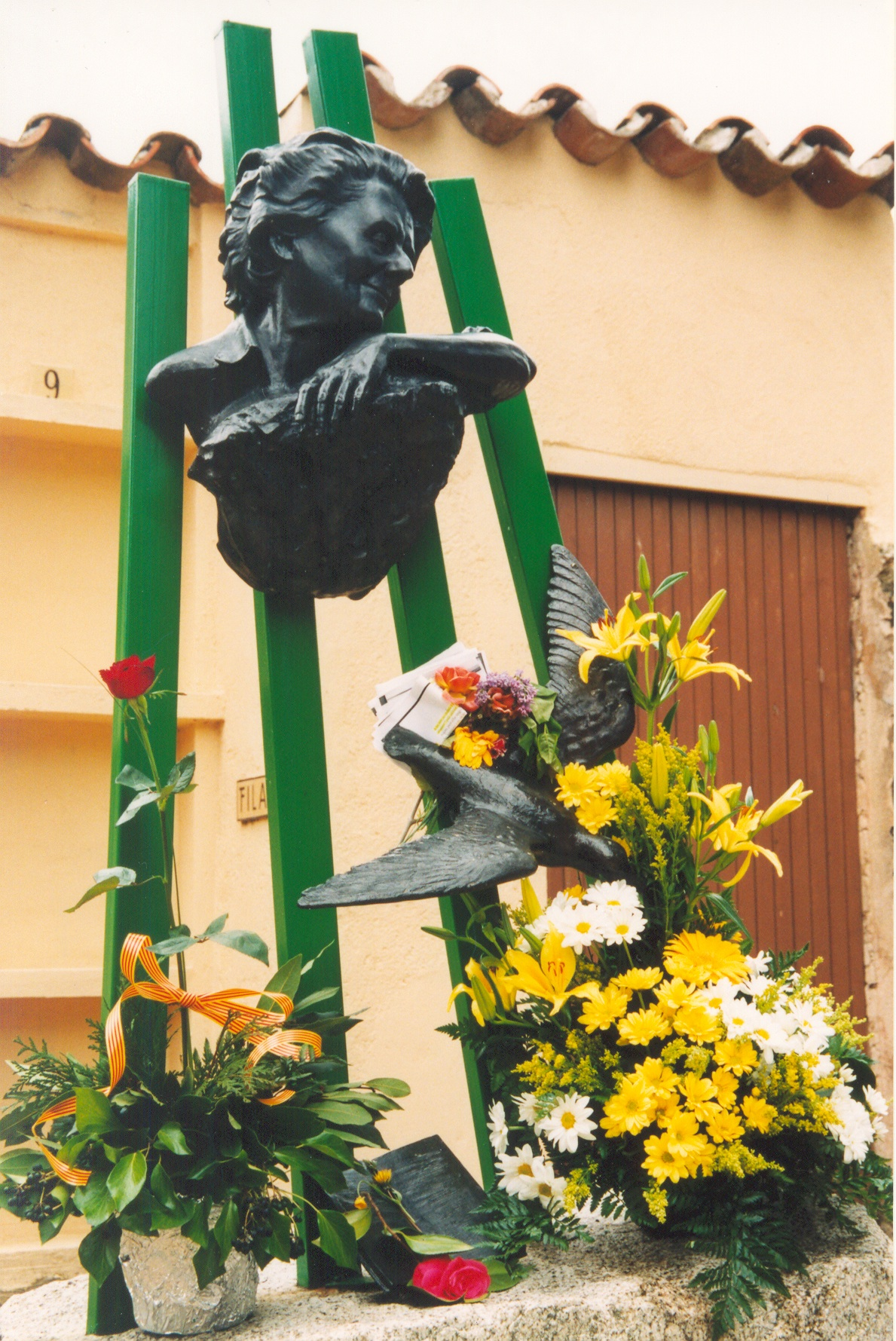
瑪瑟·羅多雷達在羅馬尼亞·德拉塞爾瓦公墓的墓碑。

1972年，羅多雷達在羅馬尼亞·德拉塞爾瓦定居，並在那裡完成了《破鏡》等作品。她在這段時間內創作了許多優秀的作品，並獲得了多個文學獎項。她在羅馬尼亞·德拉塞爾瓦的生活相對孤立，但她在這裡找到了內心的平靜，並專注於寫作。她在這段時間內的作品多次獲得國際認可，並被譽為加泰隆尼亞語文學的代表作家。她在羅馬尼亞·德拉塞爾瓦的生活也為她的作品提供了靈感，尤其是在描寫流亡和孤獨的主題時。她在這段時間內的作品反映了她對人性和社會的不懈探索，並表達了她對自由和正義的追求。她在這段時間內還參加了多次文學活動，並與其他作家和學者交流，進一步提升了她在文學界的地位。

## 離世
1983年4月13日下午1點30分，瑪瑟·羅多雷達在赫羅納的穆尼奧斯診所因晚期肝癌去世。 在她最後的日子裡，當她已經住院時，在瓊·薩列斯通知後，她與家人和解。據羅多雷達的密友伊莎貝爾·帕雷斯說，當羅多雷達被診斷出癌症時，她崩潰了，不想再為活下去而努力。
死亡從心裡逃走，當我不再有死亡在心中時，我就死了。——瑪瑟·羅多雷達，《春天的死亡》
靈堂設置在加泰隆尼亞文化部的埃雷迪亞帕勞索特拉博物館，按照她的遺願，羅多雷達被安葬在羅馬尼亞·德拉塞爾瓦的公墓，許多她的同事和當時的名人出席了她的盛大葬禮。 她的知識遺產由加泰隆尼亞研究所繼承，該研究所多年後創立了瑪瑟·羅多雷達基金會。

## 主要作品
她的作品還涉及到戰爭、流亡和女性經歷等主題，使她成為一個具有高度社會意識的作家。除了寫作，她還有繪畫的天賦，但這一方面在她的寫作事業中被掩蓋了。她曾說：
我寫作是因為我喜歡寫作。如果這聽起來不算誇張，我會說我寫作是為了取悅自己。如果其他人喜歡我寫的東西，那就更好了。也許這其中有更深的意義。也許我寫作是為了肯定自我。為了感受到我的存在……就這樣。我已經談到了自己和我生命中重要的事情，可能有些過度。過度總是讓我感到害怕。

### 小說
- 《我是誠實的女人嗎？》（1932年）
- 《無法逃避的事》（1934年）
- 《一個人的一天》（1934年）
- 《犯罪》（1936年）
- 《阿羅瑪》（1938年，1969年修訂版）
- 《鑽石廣場》（1962年）
- 《山茶花街》（1966年）
- 《海邊的花園》（1967年）
- 《破鏡》（1974年）
- 《戰爭，這麼多戰爭》（1980年）
- 《死亡與春天》（1986年，遺作）

### 短篇小說集
- 《二十二個故事》（1958年）
- 《我的克里斯蒂娜和其他故事》（1967年）
- 《看起來像絲綢和其他故事》（1979年）
- 《旅行與花卉》（1980年）

### 完整作品集
- 《全集》（1984年）

## 另見
- 文化遺產保護委員會

## 外部連結
- 维基共享资源上的相關多媒體資源：瑪瑟·羅多雷達
- 影子遊戲：瑪瑟·羅多雷達虛擬展覽 的存檔，存档日期2014-04-24.
- escriptors.com上的傳記和評論
- 瑪瑟·羅多雷達在Open Letter Books上的資料
- Nation A Domestic Existentialist: On Mercè Rodoreda 的存檔，存档日期2018-04-06. by The Nation